# Campionati norvegesi di ski cross 2013
I Campionati norvegesi di ski cross 2013 si sono svolti a Trysil il 20 aprile. Il programma ha incluso sia la gara femminile che la gara maschile. 
Trattandosi di competizioni valide anche ai fini del punteggio FIS, vi hanno partecipato anche sciatori di altre federazioni, senza che questo consentisse loro di concorrere al titolo nazionale norvegese.

## Risultati

### Uomini
| Pos. | Atleta               | Nazione  |
| ---- | -------------------- | -------- |
| 1    | Didrik Bastian Juell | Norvegia |
| 2    | Thomas Borge Lie     | Norvegia |
| 3    | Johannes Conrad      | Svizzera |
| 4    | Boerge Soevik        | Norvegia |

### Donne
| Pos. | Atleta                  | Nazione  |
| ---- | ----------------------- | -------- |
| 1    | Marte Høie Gjefsen      | Norvegia |
| 2    | Hedda Berntsen          | Norvegia |
| 3    | Julie Brendengen Jensen | Norvegia |
| 4    | Josefine Cornelia Fiane | Norvegia |